# Conjunto maximal consistente
Conjuntos maximais consistentes são uma ferramenta fundamental na teorema dos modelos da lógica clássica e da lógica modal. Sua existência em um dado caso é geralmente um consequência direta do lema de Zorn, baseado na ideia de que uma contradição envolve o uso único de um número finito de muitas premissas. No caso da lógica modal, a coleção de conjuntos maximais estendem a teoria T, (fechada sob a regra de necessitarão) dada uma estrutura do modelo de T, chamada de modelo canônico.